# Чубенко Всеволод Андрійович

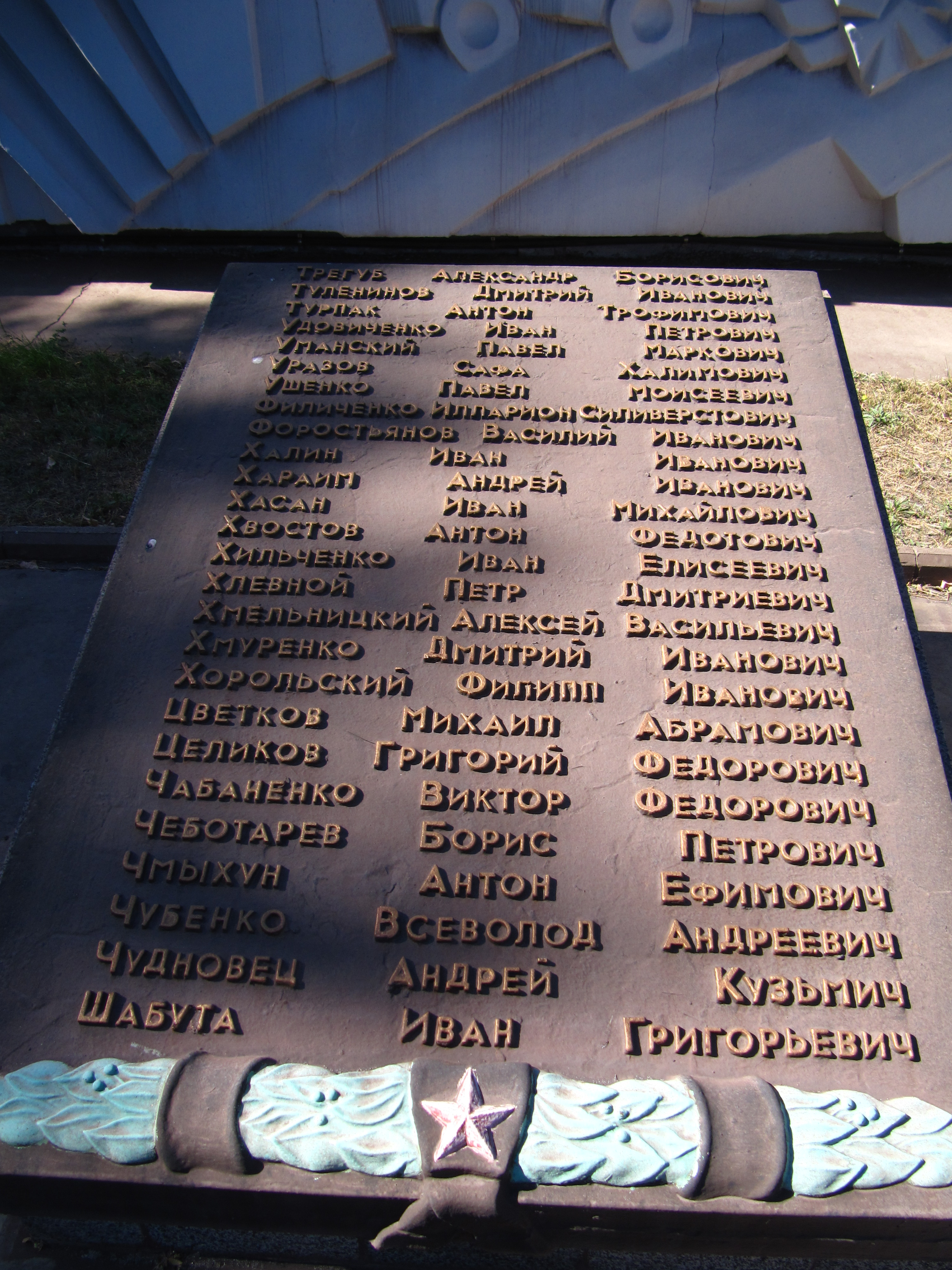
Ім'я Всеволода Чубенка на пам'ятнику робітникам і службовцям комбінату «Криворіжсталь», полеглим на фронтах Великої Вітчизняної війни 1941–1945 рр.

Все́волод Андрі́йович Чубе́нко (1917, Верблюжка, Херсонська губернія — червень 1941, СРСР)  — український радянський діяч, сталевар Криворізького металургійного заводу. Депутат Верховної Ради УРСР 1-го скликання.

## Біографія
Народилася 1917 року в селянській родині в селі Верблюжка, тепер Новгородківський район, Кіровоградська область, Україна. Закінчив семирічну школу.
З 1933 року навчався в групі сталеварів школи фабрично-заводського учнівства при Криворізькому металургійному заводі «Криворіжсталь» Дніпропетровської області. Член ВЛКСМ з 1934 року.
У 1935 році закінчив курси майстрів бессемерівського виробництва на заводі «Криворіжсталь». Потім проходив практику сталевара в фасонноливарному цеху Запорізького металургійного заводу «Запоріжсталь».
У 1935–1938 роках — сталевар, старший сталевар фасонноливарного цеху Криворізького металургійного заводу «Криворіжсталь» міста Кривого Рогу Дніпропетровської області. Керував комсомольсько-молодіжною бригадою, брав участь в запуску фасонноливарного цеху в листопаді 1936 року. Стахановець, ударник перших п'ятирічок.
26 червня 1938 року обраний депутатом Верховної Ради УРСР 1-го скликання по Дзержинській виборчій окрузі № 191 Дніпропетровської області.
Член ВКП(б).
У листопаді 1938 року призваний до Червоної армії. Служив на прикордонній заставі на Західному кордоні.
Зник безвісти (загинув) у червні 1941 року в боях на західному кордоні СРСР.

## Військове звання
- старший сержант

## Нагороди
- орден «Знак Пошани» (26.03.1939)